# INTA Diana
El INTA Diana es un UAV de tipo blanco aéreo no tripulado de alta velocidad español con alta capacidad de maniobra y la posible integración de gran variedad de cargas útiles, desarrollado por el INTA.

## Diseño
El Diana se compone de dos aparatos: la célula, fabricada en fibra de vidrio, fibra de carbono, aluminio y equipada con los subsistemas necesarios para su lanzamiento, vuelo automático según la misión programada, recuperación, y las cargas útiles necesarias para la operación, distribuidas de la siguiente manera:

### Cargas útiles internas
- Peso en fuselaje anterior: hasta 10 kg de optoelectrónica y de 1 a 4 kg en chaffs, bengalas o depósitos auxiliares de combustible.
- Peso en fuselaje posterior: hasta 4 kg de optoelectrónica y hasta 15 kg en chaffs, bengalas o depósitos auxiliares de combustible.

### Cargas útiles externas
Hasta 2 kg con dispensadores IRCM bengalas o chaffs en un pod situado en la punta de las alas.

### Blanco remolcado
- Un blanco remolcado de hasta 12 kg sobre el fuselaje.
- Dos blancos remolcados de hasta 5 kg en el intradós de las alas.

El sistema de lanzamiento está formado por una catapulta, aunque en función del tamaño y accesibilidad del área de lanzamiento, el sistema podrá ser lanzado mediante catapulta o mediante cohetes aceleradores.
Para definir la misión se pueden emplear tanto trayectorias como maniobras programadas. El sistema Diana ha sido diseñado para permitir su utilización con una gran variedad de sistemas de armas. La misión se realiza de forma automática, pero el modo manual está disponible durante todas las fases del vuelo para su uso en caso de emergencia o por elección del controlador de la misión.
Durante la ejecución de la misión se puede pasar al modo de control semiautomático para comandar maniobras o trayectorias preprogramadas y comandos para la activación de carga útiles.
El INTA Diana puede incorporar también sistemas de guerra electrónica (EW) como el Epod, presentado en la feria aeronáutica de Le Bourget. El Epod es un sistema EW desarrollado por el INTA de bajo coste y consumo, para su uso en aviones blanco como el Diana.
El sistema es de fácil instalación y solo pesa 5 kg, sirve para proteger a las aeronaves de armamento basado en radar. El Epod ya ha sido probado y volado en un UAV en las instalaciones del INTA en El Arenosillo, Huelva. El desarrollo del nuevo sistema ha llevado tres años de trabajo, con una inversión cercana a los dos millones de euros y ha despertado el interés de empresas como Indra Sistemas, Thales Group o la israelí IAI.
La vida útil del sistema se sitúa en 20 años, pudiéndose incorporar mejoras y modificaciones en función de los cambios en tecnologías aplicables a aviónica o cargas útiles principalmente.

### Interés Internacional
En 2011 el INTA llegó a un acuerdo con la empresa francesa Secapem, para fabricar y comercializar el sistema Diana y exportarlo a Argelia y Brasil.

## Especificaciones técnicas
Referencia datos: INTA

### Características generales
- Carga: 20 kg electrónica/47 kg combustible
- Longitud: 3,46 m
- Envergadura: 1,85 m
- Peso vacío: 90 kg
- Peso máximo al despegue: 160 kg
- Peso del motor: 22 kg
- Consumo específico: 0,122 Kg/N/h

### Rendimiento
- Velocidad nunca excedida (Vne): 800 km/h
- Velocidad de entrada en pérdida (Vs): 165 km/h
- Alcance: 100 km
- Alcance en combate: 1 h
- Techo de vuelo: 8000 m (26 000 pies)

### Aviónica
- Epod (Sistema de Guerra electrónica)

### Listas relacionadas
- Anexo:Vehículos aéreos no tripulados